# Route nationale 840
Die Route nationale 840, kurz RN 840 oder N 840, war von 1933 bis 1973 eine französische Nationalstraße, die zwischen Verneuil-sur-Avre und Rouen verlief. Ihre Länge betrug 84 Kilometer. Innerhalb von Rouen wurde die Straße 1970 ausgebaut und von der Route nationale 138 übernommen. 1978 wurde der Abschnitt zwischen der N 138 und Elbeuf in N 238 umgenummert. Dieser wurde 1990 abgestuft. Die Nationalstraße 138 innerhalb von Rouen bis zur Nationalstraße 338 wurde 2006 abgestuft.